# Eugene Codrington
Pour les articles homonymes, voir Eugene et Codrington.
Eugene Codrington est un karatéka britannique surtout connu pour avoir participé à la victoire du Royaume-Uni face au Japon en kumite par équipe aux championnats du monde de 1975 à Long Beach, en Californie. Il a par ailleurs été médaillé d'argent aux championnats du monde de 1977 à Tokyo, au Japon, mais aussi cinq fois champion d'Europe.

## Palmarès
- 1975 :  Médaille d'or en kumite par équipe aux championnats du monde de karaté 1975 à Long Beach, aux États-Unis[2].
- 1977 :  Médaille d'argent en ippon individuel aux championnats du monde de karaté 1977 à Tokyo, au Japon[3].